# Agrégation de génie mécanique
En France, l'agrégation de Génie Mécanique était un concours national de recrutement de professeur de génie mécanique destinés à enseigner en lycées, classes préparatoires et grandes écoles. Ce concours était ouvert aux personnes titulaires d'une maîtrise (bac+4). Il existait aussi une Agrégation de mécanique. L'agrégation de génie mécanique était orientée vers la fabrication de produits (productique), alors que l'agrégation de mécanique était orientée vers la conception.
Depuis la session 2013, l'agrégation de génie mécanique est remplacée par l'agrégation de sciences industrielles de l'ingénieur option sciences industrielles et ingénierie mécanique.

## Déroulement des épreuves
Les épreuves écrites (admissibilité) se déroulent dans des centres d'examens par académie. Les oraux (admission) se déroulent à l'IFMA, à Clermont-Ferrand.

## Épreuves d'admissibilité
- Épreuve d'étude, Industrialisation (6 heures, coefficient 1)
- Épreuve d'analyse et de conception des systèmes (8 heures, coefficient 1)
- Épreuve d'automatique-informatique industrielle (6 heures, coefficient 1)

Remarque : les deux dernières épreuves sont communes aux agrégations de Mécanique et Génie Mécanique.

## Épreuves d'admission
- Leçon de technologie des procédés et des processus (préparation 4 heures, épreuve 1 heure maxi, coefficient 1)
- Soutenance d'un dossier industriel (préparation 1 heure, épreuve 1 heure maxi, coefficient 1)
- Travaux pratiques relatifs à un produit ou système technique (préparation 7 heures, épreuve 1 heure maxi, coefficient 2)

Le nombre d'admissibles correspond à deux fois le nombre d'admis.

## Nombre de places offertes
Historique des postes ouverts à l'agrégation de génie mécanique jusqu'en 2012:
| Année | nombre de places |
| ----- | ---------------- |
| 2012  | 7                |
| 2011  | 10               |
| 2010  | 15               |
| 2009  | 18               |
| 2008  | 18               |
| 2007  | 26               |
| 2006  | 26               |
| 2005  | 36               |
| 2004  | 32               |
| 2003  | 40               |
| 2002  | 52               |
| 2001  | 52               |
| 2000  | 48               |
| 1999  | 65               |
| 1998  | 55               |
| 1997  | 58               |
| 1996  | 62               |
| 1995  | 64               |
| 1994  | 61               |
| 1993  | 45               |
| 1992  | 56               |
| 1991  | 51               |